# Puri
Puri là một thành phố và khu đô thị của quận Puri thuộc bang Orissa, Ấn Độ.

## Địa lý
Puri có vị trí 19°48′B 85°51′Đ / 19,8°B 85,85°Đ Nó có độ cao trung bình là 0 mét (0 feet).

## Nhân khẩu
Theo điều tra dân số năm 2001 của Ấn Độ, Puri có dân số 157.610 người. Phái nam chiếm 52% tổng số dân và phái nữ chiếm 48%. Puri có tỷ lệ 75% biết đọc biết viết, cao hơn tỷ lệ trung bình toàn quốc là 59,5%: tỷ lệ cho phái nam là 80%, và tỷ lệ cho phái nữ là 70%. Tại Puri, 10% dân số nhỏ hơn 6 tuổi.